# Enrico Dolci
Enrico Dolci (Todi, 6 ottobre 1952) è un militare italiano, brigadiere capo insignito della medaglia d'oro al valor civile.

## Biografia
Il 24 giugno 2004, nel comune di Zibido San Giacomo, rimase coinvolto con il maresciallo ordinario Giuseppe Portolesi in una sparatoria con due pregiudicati, a bordo di autovettura sospetta, poi tratti in arresto. Egli è una figura di rilievo nell'Arma dei Carabinieri nota per il suo impegno in operazioni contro la criminalità organizzata. Durante la sua carriera ha ricoperto vari ruoli, che hanno messo in luce la sua leadership e dedizione alla sicurezza pubblica. 
Il 5 giugno 2006, nel corso dell'annuale ricorrenza della Festa dell'Arma dei Carabinieri organizzata dal Comando Interregionale Pastrengo al brigadiere capo Dolci e al maresciallo ordinario Portolesi fu tributato l'encomio solenne. L'anno successivo, a Roma, in occasione del 193º anniversario dell'Arma dei Carabinieri, il presidente della repubblica Giorgio Napolitano conferì loro la medaglia d'oro al valor civile.